# Ascaphus truei
Ascaphus truei Stejneger, 1899, comunemente chiamato Rana con la coda, è un anfibio dell'ordine degli Anuri, di lunghezza compresa tra i 2,5 e i 5 cm; si tratta dell'unica rana acquatica con fecondazione interna.

## Descrizione

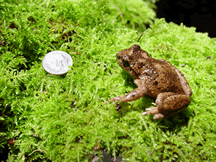
Un esemplare messo a confronto con le dimensioni di un dime, moneta da 10 centesimi di Dollaro statunitense.

L'Ascaphus truei è caratterizzato, nella fase adulta, da un corpo minuto e snello, dalla pelle ruvida che presenta dorsalmente motivi a strisce scure e macchie su sfondo dalla colorazione variabile, crema, grigio, rosso o nero, mentre ventralmente predomina il giallo-biancastro, con il primo prevalente nella zona regione femorale.
La testa, priva di timpano, presenta a volte una striscia chiara che si estende dalla punta del muso ai due occhi, che hanno pupilla verticale. Il maschio di questo piccolo anfibio si differenzia per la presenza di un prolungamento della cloaca, simile a una piccola coda (da questo il nome comune in lingua inglese Tailed Frog), che funge da organo copulatore e, nella sola stagione riproduttiva, per gli avambracci molto più sviluppati delle zampe a dita leggermente palmate.
Le larve hanno una bocca larga e rotonda, modificata per l'aspirazione, che usano per aggrapparsi alle rocce lungo il fiume.
L'Ascaphus truei ha abitudini notturne, attivo in prossimità dei torrenti in cui vive. 

## Riproduzione
L'Ascaphus truei è l'unica rana acquatica con fecondazione interna. La piccola appendice della Rana con la coda, simile a una codina, assicura che, durante la fecondazione, lo sperma non venga spazzato via dalle correnti d'acqua. La femmina depone cordoni di uova in acque fredde di montagna, fissandole alla parte inferiore di pietre sommerse. I girini impiegano 3 anni per maturare e hanno una bocca a ventosa con cui si aggrappano alle pietre delle acque rapide dei ruscelli.

## Habitat e distribuzione
La Rana con la coda vive nei torrenti montani degli Stati Uniti nord-occidentali e del Canada sud-occidentale.

## Dieta
Gli esemplari adulti della Rana con la coda si nutrono di insetti e altri invertebrati, i girini si cibano di alghe.